# Stazione di Fujigaoka (Aichi)

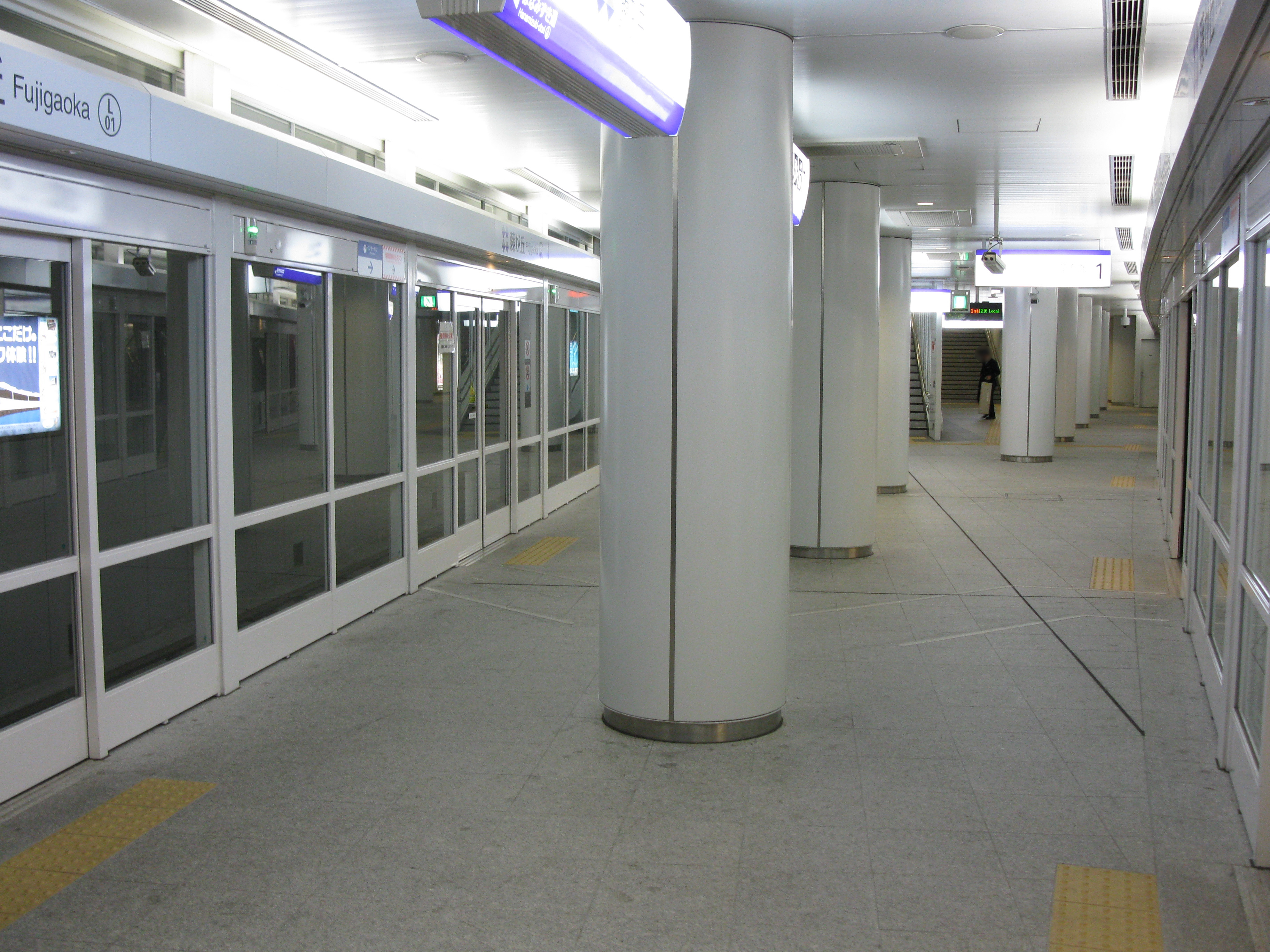
La banchina della linea Linimo in sotterranea

La stazione di Fujigaoka (藤が丘駅?, Fujigaoka-eki) è una stazione di interscambio del quartiere di Meitō-ku,a Nagoya, in Giappone, capolinea della linea Higashiyama della metropolitana di Nagoya e del treno a levitazione magnetica Linimo.

## Linee
Metropolitana di Nagoya
 Linea Higashiyama
 Aichi Rapid Transit
■ Linimo

## Struttura
La stazione contiene le due linee, ciascuna con il suo capolinea. La linea Higashiyama della metropolitana si trova in viadotto, mentre il treno a levitazione magnetica Linimo è in sotterranea.

### Metropolitana
La stazione della linea Higashiyama possiede due banchine laterali con due binari passanti in viadotto. I treni una volta arrivati in questa stazione proseguono vuoti verso il deposito di Fujigaoka. 
| 1 | Linea Higashiyama | binario di sola discesa                              |
| 2 | Linea Higashiyama | per Chikusa, Sakae, Nagoya, Nakamura Kōen e Takabata |

### Stazione Linimo
Linimo, una delle poche linee di treno a levitazione magnetica in servizio commerciale al mondo, ha il suo capolinea occidentale nella stazione di Fujigaoka. Sono presenti due binari con un marciapiede a isola in sotterranea, protetto da porte di banchina.
| 1-2 | ■ Linimo | per Irigaike-kōen, Aichikyūhaku-kinen-kōen e Yakusa |

## Stazioni adiacenti
| «                 | Servizio          | »                 |
| Linea Higashiyama | Linea Higashiyama | Linea Higashiyama |
| ----------------- | ----------------- | ----------------- |
| Hongō             | -                 | Capolinea         |
| Linimo            |                   |                   |
| Capolinea         | -                 | Hanamizuki-dōri   |